# Philip Daileader
Philip Daileader har titeln Associate Professor of History vid The College of William and Mary. Han erhöll sin B.A. (1990) I historia från Johns Hopkins University och erhöll sin M.A. (1991) och Ph.D. (1996) i historia vid Harvard University. Innan han började arbeta vid William and Mary, undervisade han på University of Alabama och State University of New York at New Paltz.
Daileader har fyra gånger vunnit "Harvard University Certificate of Distinction in Teacher".